# Jordi (fill d'Andreu I d'Hongria)
Jordi (hongarès: György; nascut abans del 1050 i mort després del 1060) dit igualment Yourick, fou un fill il·legítim del rei Andreu I d'Hongria nascut al llogaret de Marót (Morouth), segons la Crònica dels hongaresos de Joan de Thurocz. La seva mare, amant d'Andreu, el parí abans que Andreu es convertís a la fe catòlica romana, però el seu posterior casament amb una princesa ortodoxa russa feu que els seus fills no cristians del seu primer matrimoni esdevinguessin il·legítims conforme al dret canònic catòlic, cosa que els privà de drets al tron d'Hongria. Diu la llegenda que Maurici (hongarès: Móric), fill de Jordi, salpà cap a Anglaterra entre el 1066 i el 1077, acompanyant l'antirei Edgard Ætheling, que era mig hongarès. Tanmateix, una tempesta els obligà a desembarcar a Escòcia, on es casaren amb membres de la cort reial i Malcolm III els concedí terres, on haurien fundat el clan Drummond. Yourick podria venir del nom eslau Iuri, cosa que indicaria que havia nascut a la Rus de Kíev, on el príncep Andreu visqué exiliat fins al 1046.